# Pièce commémorative de 1 dollar américain pour le bicentenaire de l'académie de West Point
La pièce commémorative de 1 dollar américain du bicentenaire de l'académie de West Point est une pièce commémorative, non circulante, émise par la Monnaie des États-Unis en 2002 et frappée par la Monnaie de West Point.
Elle est autorisée par la loi 103-328 du 29 septembre 1994, qui prévoit l'émission d'une pièce en hommage à l'Académie militaire des États-Unis de West Point, New York, à l'occasion du bicentenaire de sa fondation le 16 mars 1802.

## Contexte
En 1801, peu après son investiture en tant que président, Thomas Jefferson donne l'ordre de mettre en marche des plans visant à établir à West Point l'Académie militaire des États-Unis. Le Congrès autorise la création et le financement de l'école avec la loi sur l'établissement de la paix militaire de 1802, que Jefferson signe le 16 mars 1802. L'académie commence officiellement ses opérations le 4 juillet 1802.

## Législation
La loi publique 103-328 autorise la création de plusieurs pièces commémoratives, dont celle consacrée à Robert F. Kennedy, celle du 175e anniversaire du Jardin botanique des États-Unis, les Jeux Olympiques spéciaux et l'anniversaire du Mont Rushmore. Le bicentenaire de l'académie de West Point est également inclus dans cette loi. Elle est signée le 29 septembre 1994 est signée par le président Bill Clinton.

## Dessin

Blason de l'Académie militaire de West Point, dont le motif central est reproduit sur le revers de la pièce commémorative.

Sur l'avers de la pièce, conçu par T. James Ferrell, cinq cadets de l'Académie militaire des États-Unis de West Point défilant avec des drapeaux sont représentésd, avec la chapelle et le Washington Hall en arrière-plan. La double date 1802-2002 fait référence à la fois au bicentenaire commémoré et à l'année d'émission de la pièce. Les inscriptions LIBERTY et IN GOD WE TRUST complètent le dessin,.
Au revers, œuvre du graveur de la Monnaie des États-Unis, John Mercanti, est reproduit le logo du bicentenaire, constitué d'un casque et d'une épée, tiré de la partie centrale du blason de l'Académie militaire de West Point. L'inscription WEST POINT BICENTENNIAL et la double date 1802-2002 entourent le dessin. S'y ajoutent les inscriptions légales UNITED STATES OF AMERICA, E PLURIBUS UNUM et la valeur faciale, ONE DOLLAR,.

## Production et vente
La loi qui autorise l'émission de cette pièce commémorative prévoit un tirage maximal de 500 000 exemplaires. Elle est produite à la Monnaie de West Point tant en version brillant universel qu'en finition belle épreuve et est disponible à l'achat par le public du 16 mars 2002 au 16 mars 2003.
Sa production s'élève à 103 201 pièces dans sa version brillant universel et à 288 293 exemplaires dans sa version avec finition belle épreuve, ce qui totalise 391 494 unités.
Elle est commercialisée au prix de 32 dollars en version brillant universel et de 37 dollars en version belle épreuve, et le bénéfice tiré de sa vente est destiné à l'Association des Diplômés pour financer les programmes de développement académique, militaire, physique, moral et éthique du Corps des Cadets,.

## Distinctions
Le dollar en argent du bicentenaire de West Point est reconnu par le Prix de la Monnaie de l'Année 2004 comme la meilleure grande pièce de monnaie émise dans le monde en 2002.